# Chemin de fer rhétique dans les paysages de l’Albula et de la Bernina
Le chemin de fer rhétique dans les paysages de l’Albula et de la Bernina est un site entré au patrimoine mondial de l'UNESCO en 2008. Il rassemble deux lignes ferroviaires historiques qui traversent les Alpes suisses.
Les lignes de l'Albula et de la Bernina présentent un ensemble technique et architectural en harmonie avec son environnement. La ligne de l'Albula est ouverte en 1904. Elle comporte tout au long de ses 67 km 42 tunnels et galeries couvertes, 144 viaducs et ponts dont le viaduc de Landwasser. 13 tunnels et galeries ainsi que 52 viaducs et ponts jalonnent les 61 km de la ligne de la Bernina, dont le viaduc circulaire de Brusio.